# Ierse pijlinktvis
De Ierse pijlinktvis (Todaropsis eblanae) is een inktvissensoort uit de familie Ommastrephidae. De wetenschappelijke naam van de soort werd in 1841 gepubliceerd door de Ier Robert Ball. "Eblanae" verwijst naar Eblana, een door Claudius Ptolemaeus vermelde naam op of vlak bij de plek van het huidige Dublin. De soort werd voor het eerst beschreven aan de hand van een in de Baai van Dublin aangespoeld exemplaar.